# فاطمة التيتون
فاطمة أحمد التيتون (مواليد 1962) شاعرة وأكاديمية بحرينية.
التيتون تنتمي إلى جيل من الشعراء كانوا يعتبرون من المثيرين للجدل من قبل حكومة البحرين وقد ارتقت إلى مكانة بارزة في التسعينات. تعمل معلمة لمادة اللغة العربية في المدارس الابتدائية وهي عضوة في عائلة الكتاب والمؤلفين. نشرت العديد من مجموعات الشعرية ابتداء من عام 1991 مع أنا أرسم قلبي. من بين الأعمال الأخرى: «الأوقات المحورة» (1994) وطقوس الحب (1996).